# Жидокомуна

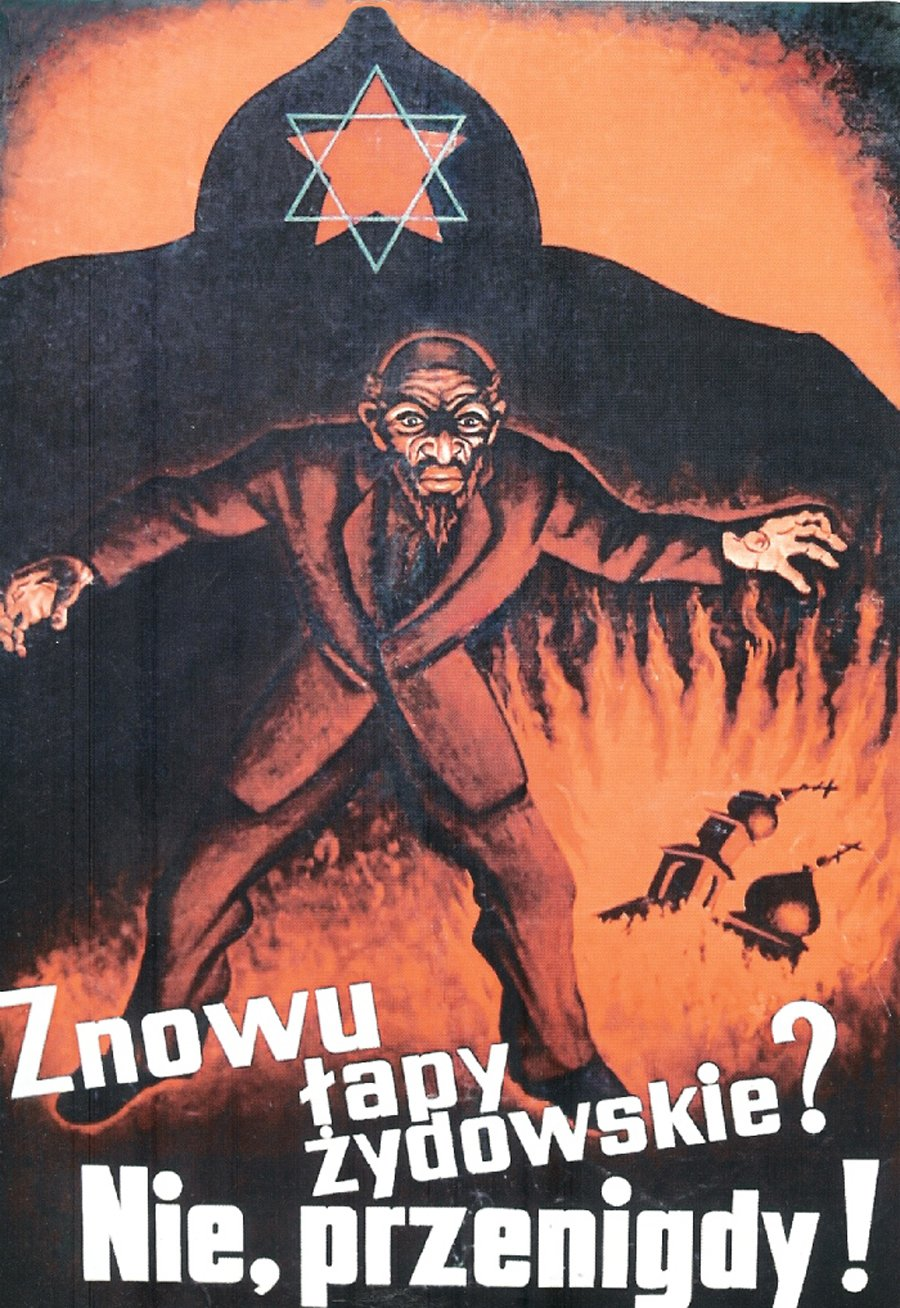
Польський агітаційний плакат: «Знову лапи єврейські? Ні, ніколи!»

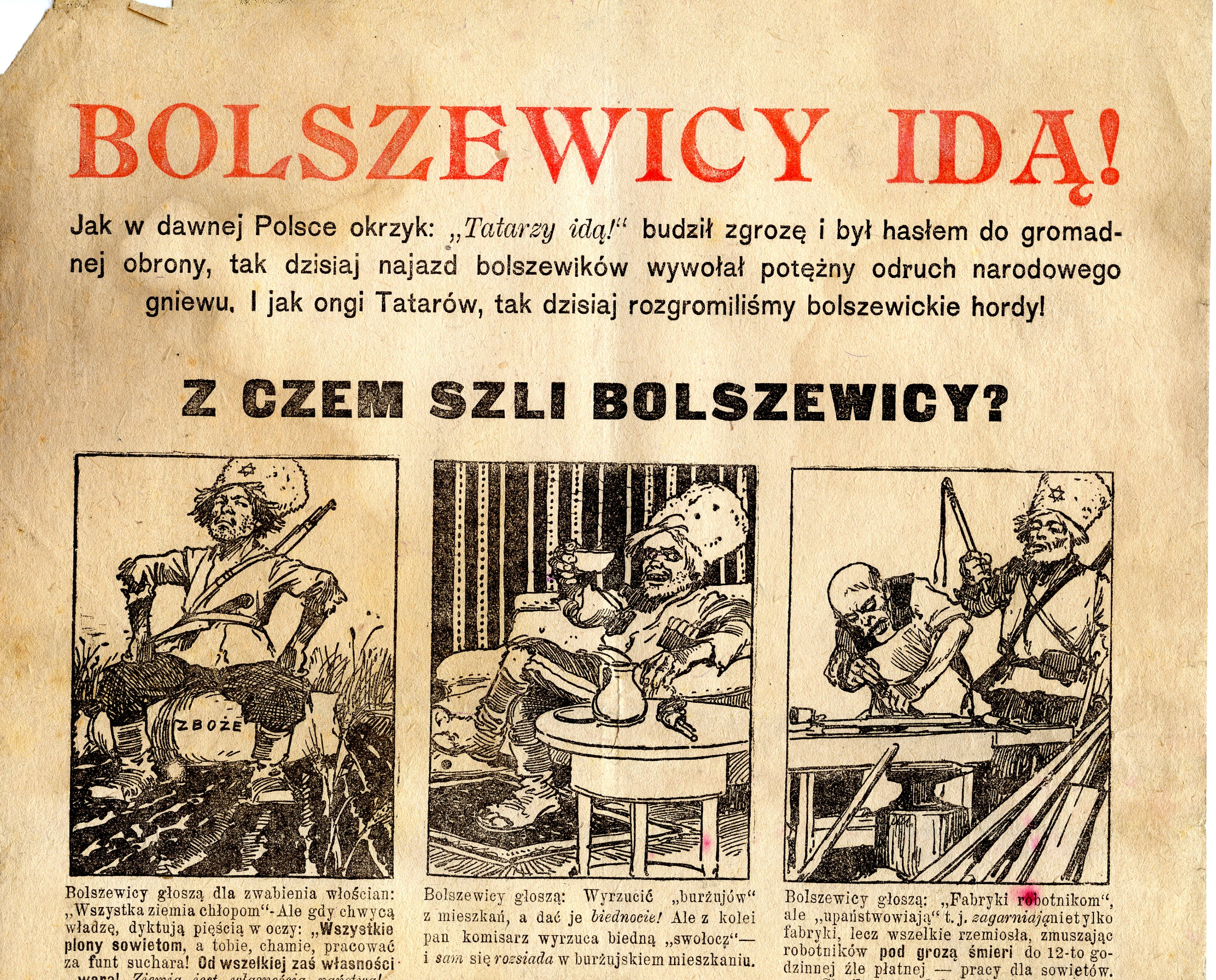
Польська карикатура «З чим йшли більшовики?» часів радянсько-польської війни. Червоний козак-більшовик зображений із шестикутною зіркою на шапці. 1920 рік.

Жидокомуна (пол. żydokomuna) — польський пропагандистський термін з галузі теорії змови. Відповідно до цієї теорії змови, євреї або вже контролюють державний апарат Польщі, або збираються захопити над ним контроль.
Слово «жидокомуна» походить від слів «żyd» (пол. «єврей», у польській мові це слово не має лайливих конотацій) і «комуна».

## Історія слова
Слово «жидокомуна» з'явилося під час радянсько-польської війни 1919–1921 років, коли, на думку противників радянської влади, більшовиків підтримувала непропорційно велика кількість євреїв. У міжвоєнні роки термін вживався право-націоналістичними силами для дискредитації, з одного боку, лівих (не тільки комуністів) як євреїв, а з іншого євреїв — як комуністів. Термін також уживався в повоєнні роки щодо режиму «Народної» Польщі, а особливо щодо таємної поліції, що користувалася загальною ненавистю — «Міністерства громадської безпеки» (1945–1954), в якому, згідно з поширеними в суспільстві уявленням, працювало велике число євреїв (а саме 37,1%). Участь деякої частини польських євреїв у комуністичному русі Польщі та співпраця з радянським комуністичним режимом підсилила серед місцевих мешканців окупованої радянцями Польщі існуючий стереотип «жидокомуни».
Після радянського вторгнення у Польщу в 1939 році, яке призвело до розділення польської території між нацистською Німеччиною та Радянським Союзом (СРСР), єврейські громади на сході Польщі вітали радянську окупацію. Образ євреїв, які вітали радянські війська червоними прапорами, мав велике символічне значення в польській історичній пам'яті того періоду. Історик Ян Томаш Ґросс зазначив, що «серед євреїв було пропорційно більше симпатиків до комунізму, ніж серед будь-якої іншої національності серед місцевого населення». Молоді євреї  організували комуністичні ополчення та нове комуністичне тимчасове самоврядування . Такі єврейські міліції часто роззброювали і арештовували польських солдатів, поліцейських та інших осіб польської влади.
Історик Ян Томаш Ґросс (Jan Tomasz Gross), який у своїй книзі з назвою «Neighbors: The Destruction of the Jewish community in Jedwabne» звинувачував поляків у вчинені погрому у Єдвабному, в своїх інших книгах, використовуючи архівні джерела музею Голокосту Яд Вашем та свідчення очевидців, писав про співпрацю польських євреїв з радянською владою та НКВД після окупації Польщі СРСР у вересні 1939 року.
Стереотип «жидокомуни» був одною з головних причин єврейських погромів на території Польщі під час і після Другої світової війни, зокрема цей стеротип викликав Львівський погром (1941) , погром у Єдвабному та погром у Кельцях.
Інколи для позначення цього поняття використовувався термін «жидобільшовизм» (Judeo-Bolschewismus, перекладається також як «юдобільшовизм»).